# Mariane van Hogendorp
Jkvr. Mariane Catherine van Hogendorp (Den Haag, 1 augustus 1834 – Lausanne, 17 september 1909), na haar huwelijk bekend als Marianne Klerck-van Hogendorp, was een Nederlandse sociaal hervormster en feministe.

## Familie
Van Hogendorp was een telg uit het Rotterdamse geslacht Van Hogendorp en dochter van de jurist mr. Dirk graaf van Hogendorp (1797-1845) en jkvr. Mariane Catherine van Hogendorp (1805-1878); haar zus was eveneens feministe: jkvr. Anna van Hogendorp (1841-1915). Ze trouwde in 1875 met jhr. Aarnout Klerck (1820-1876), lid van de familie Klerck; uit het huwelijk werden geen kinderen geboren.

## Maatschappelijk werk
Van 1874 tot 1900 was Mariane van Hogendorp voorzitter van de vereniging 'Vrienden der Armen'. In 1883 kwam ze in aanraking met de Britse feministe Josephine Butler en ging ze zich inzetten voor het welzijn van prostituees. Ze richtte samen met haar zusters Anna en Wilhelmina de Nederlandsche Vrouwenbond ter Verhooging van het Zedelijk Bewustzijn op om tegen prostitutie te strijden en 'gevallen vrouwen' te helpen. Ze streed hierbij ook tegen de 'dubbele zedenwet', wat inhield dat wel de prostituees, maar niet hun mannelijke klanten vanwege hun gedrag werden veroordeeld. Voor Van Hogendorp was het huwelijk zeer belangrijk en moesten voor mannen en vrouwen gelijke zeden gelden.
Later hielp ze bij het oprichten van een tak van de Vrouwenbond in Nederlands-Indië. In 1894 werd ze lid van de nieuw opgerichte Vereeniging voor Vrouwenkiesrecht.